# Deja Entendu
Deja Entendu ist das zweite Studioalbum der US-amerikanischen Alternative-Rock-Band Brand New. Es erschien am 17. Juni 2003.

## Hintergrund
Die Lieder für Deja Entendu wurden in circa zwei Jahren während der Touren zum Vorgängeralbum Your Favorite Weapon geschrieben. Jesse Lacey äußerte sich damals zum Entstehungsprozess der Lieder:

“It's very strange. The songs are things I wrote on my acoustic guitar in my bedroom. Before you know it, people fall in love with them and thousands of people are singing the words to them when I'm playing. It's very surreal.”

„Es ist sehr merkwürdig. Die Lieder sind Dinge, die ich auf meiner Akustikgitarre in meinem Schlafzimmer geschrieben habe. Ehe du dich versiehst, verlieben sich die Leute in sie und tausende Leute singen die Texte mit, wenn ich sie spiele. Es ist sehr surreal.“

Viele der Lieder nehmen Bezug auf verschiedene Filme, darunter Dogma, Kevin – Allein in New York, Die fabelhafte Welt der Amélie und Rushmore.

## Titelliste
Text und Musik wurde von Jesse Lacey geschrieben. Teilweise wirkte Vinnie Accardi mit an der Musik.
1. Tautou – 1:42
2. Sic Transit Gloria... Glory Fades – 3:06
3. I Will Play My Game Beneath the Spin Light – 3:57
4. Okay I Believe You, but My Tommy Gun Don't – 5:35
5. The Quiet Things That No One Ever Knows – 4:01
6. The Boy Who Blocked His Own Shot – 4:39
7. Jaws Theme Swimming – 4:34
8. Me vs. Maradona vs. Elvis – 5:19
9. Guernica – 3:23
10. Good to Know That If I Ever Need Attention All I Have to Do Is Die – 7:00
11. Play Crack the Sky – 5:27

## Rezeption
Deja Entendu wurde überwiegend positiv bewertet. So errechnete Metacritic auf Basis von neun Kritiken eine durchschnittliche Bewertung von 70 von 100 möglichen Punkten, dies entspricht „generally favorable reviews“ (dt.: meist positive Kritiken).
Deja Entendu erreichte Platz 63 der Billboard Charts und Platz 103 der UK Album Charts. Die erste Single The Quiet Things That No One Ever Knows platzierte sich auf Platz 39 der UK Top 40, die zweite Single Sic Transit Gloria... Glory Fades kam sogar auf Platz 37.

## Stil
Brand New sind mit Deja Entendu erwachsener als auf dem Vorgänger Your Favorite Weapon geworden. Die Band bewegte sich vom Pop-Punk weg. Dennoch ist das Album von Gitarren-, Bass- und Gesangsmelodien geprägt. Eingeordnet wird Deja Entendu meist als Alternative Rock.